# 悪魔城ドラキュラシリーズ
悪魔城ドラキュラシリーズ（あくまじょうドラキュラシリーズ）は、コナミ（現・コナミデジタルエンタテインメント）より発売されているコンピュータゲームシリーズ。欧米では「Castlevania」というタイトルで発売されており、これが悪魔城ドラキュラシリーズの英語でのシリーズ名である。日本でも「キャッスルヴァニア」というタイトルで発売された作品もある。
ゲームジャンルはアクションで、システムは2D横視点のステージクリア型アクション、探索型アクション、3Dアクションなどがある。ゲームシリーズの累計販売本数は2000万本を超える。
派生作品として、小説やゲームブック、コミック、アニメーション、パチスロ、舞台化（宝塚歌劇団のミュージカル作品が公演予定）なども制作されている。

## シリーズ作品
世界設定等の異なる作品や派生作品などもあわせ、以下、作品名（日本国外で発売されたタイトルは英語での題名も記する）・発売日・対応機種の順に記す。発売元や開発元が表記されていない作品は、コナミ（先述の通り持株会社化以降はコナミデジタルエンタテインメント）による開発・発売である。単独ページがない作品や、移植作などについては簡単な説明も記する。
なお、サブタイトルが無い「悪魔城ドラキュラ」のみのタイトルの作品は、最初のファミコン版以外に、MSX2版、アーケード版、スーパーファミコン版、X68000版もあるが、これらは移植作品ではなく、それぞれ新規に作られた独自作品である。
- 悪魔城ドラキュラ (欧米：Castlevania)
  - 1986年9月26日 ファミリーコンピュータ ディスクシステム
  - 1988年稼働 VS.アーケード
  - 198?年稼働 PlayChoice-10
  - 1990年 IBM PC
  - 1990年 コモドール64
  - 1990年 Amiga
  - 1993年2月5日 ファミリーコンピュータ (カセット版)
  - 2002年2月18日配信 携帯電話 iアプリ、Vアプリ、EZアプリ
  - 2004年8月10日 ゲームボーイアドバンス (ファミコンミニシリーズ。発売元：任天堂)
  - 2007年7月17日配信 Wii バーチャルコンソール
  - 2012年10月17日配信 ニンテンドー3DS バーチャルコンソール
  - 2013年12月4日配信 Wii U バーチャルコンソール
  - パソコンのIBM PC版、コモドール64版、Amiga版（これらは欧米で発売された）と携帯電話のアプリ版は、アレンジ移植。中でもAmiga版は独自のグラフィックで作られるなどオリジナリティが高い。FCカセット版にはイージーモードを追加。
- 悪魔城ドラキュラ (MSX2版) (ヨーロッパ、ブラジル：VAMPIRE KILLER)
  - 1986年10月30日 MSX2
  - 2014年7月22日配信 プロジェクトEGG
  - 2014年12月17日配信 Wii U バーチャルコンソール
- ドラキュラII 呪いの封印 (欧米：Castlevania II: Simon's Quest)
  - 1987年8月28日 ファミリーコンピュータ ディスクシステム
  - 2008年10月28日配信 Wii バーチャルコンソール
  - 2013年3月27日配信 ニンテンドー3DS　バーチャルコンソール
  - 2014年3月5日配信 Wii U バーチャルコンソール
- 悪魔城ドラキュラ (アーケード版) (欧米：Haunted Castle)
  - 1988年2月稼動 アーケード
  - 2006年5月25日 PlayStation 2 (オレたちゲーセン族シリーズ。発売元：ハムスター)
- ドラキュラ伝説 (欧米：Castlevania: The Adventure)
  - 1989年10月27日 ゲームボーイ
  - 1997年9月25日 ゲームボーイ (『コナミGBコレクションVOL.1』に収録)
  - 2012年3月14日配信 ニンテンドー3DS バーチャルコンソール
- 悪魔城伝説 (欧米：Castlevania III: Dracula's Curse)
  - 1989年12月22日 ファミリーコンピュータ
  - 2006年8月1日配信 携帯電話 iアプリ
  - 2009年4月21日配信 Wii バーチャルコンソール
  - 2014年4月16日配信 Wii U バーチャルコンソール
- 悪魔城すぺしゃる ぼくドラキュラくん (ファミコン版)
  - 1990年10月19日 ファミリーコンピュータ
  - 2006年6月30日配信 携帯電話 iアプリ、S!アプリ
  - シリーズの番外的なパロディ作品。ドラキュラの息子が主人公。コミカルな内容になっている。
- ドラキュラ伝説II (欧米：Castlevania II: Belmont's Revenge)
  - 1991年7月12日 ゲームボーイ
  - 1998年2月19日 ゲームボーイ (『コナミGBコレクションVOL.3』に収録)
- 悪魔城ドラキュラ (スーパーファミコン版) (欧米：Super Castlevania IV)
  - 1991年10月31日 スーパーファミコン
  - 2006年12月2日配信 Wii バーチャルコンソール
  - 2013年9月11日配信 Wii U バーチャルコンソール
- 悪魔城すぺしゃる ぼくドラキュラくん (ゲームボーイ版) (欧米：Kid Dracula)
  - 1993年1月3日 ゲームボーイ
  - ファミコン版同名作品の続編。
- 悪魔城ドラキュラ (X68000版)
  - 1993年7月23日 X68000
- 悪魔城ドラキュラX 血の輪廻
  - 1993年10月29日 PCエンジン SUPER CD-ROM²
  - 2008年4月22日配信 Wii バーチャルコンソール
  - 2018年10月25日配信 PlayStation 4（『悪魔城ドラキュラXセレクション 月下の夜想曲 & 血の輪廻』として「月下の夜想曲」とともに移植）
- バンパイアキラー (北米：Castlevania: Bloodlines、欧州：Castlevania: The New Generation)
  - 1994年3月18日 メガドライブ
- 悪魔城ドラキュラXX (北米：Castlevania: Dracula X、欧州：Castlevania: Vampire's Kiss)
  - 1995年7月21日 スーパーファミコン
  - 1997年9月30日書き換え スーパーファミコン ニンテンドウパワー
  - 2014年4月23日配信 Wii U バーチャルコンソール
- 悪魔城ドラキュラX 月下の夜想曲 (欧米：Castlevania: Symphony of the Night)
  - 1997年3月20日 PlayStation (開発：コナミコンピュータエンタテインメント東京)
  - 1998年6月25日 セガサターン (開発：コナミコンピュータエンタテインメント名古屋)
  - 2007年3月21日配信 Xbox LIVE アーケード
  - 2010年12月16日配信 ゲームアーカイブス
  - 2018年10月25日配信 PlayStation 4（『悪魔城ドラキュラXセレクション 月下の夜想曲 & 血の輪廻』として「血の輪廻」とともに移植）
  - SS版だけは他の移植とは違い、マリア使用可能や部屋数・アイテム数・楽曲数等、追加要素が多少あるPS版のアレンジ移植となっている。PS版には初期版、通常版、改良版がある。
- 悪魔城ドラキュラ 漆黒たる前奏曲 (欧米：Castlevania: Legends)
  - 1997年11月27日 ゲームボーイ (開発：コナミコンピュータエンタテインメント名古屋)
- 悪魔城ドラキュラ黙示録 (欧米：Castlevania)
  - 1999年3月11日 NINTENDO 64 (開発：コナミコンピュータエンタテインメント神戸)
- 悪魔城ドラキュラ黙示録外伝 LEGEND OF CORNELL (欧米：Castlevania: Legacy of Darkness)
  - 1999年12月25日 NINTENDO64 (開発：コナミコンピュータエンタテインメント神戸)
  - 隠し要素で黙示録のラインハルト編・キャリー編がプレイできるが、これはディレクターズカット版であり、黙示録がそのまま移植されているわけではない。
- 悪魔城ドラキュラ サークル オブ ザ ムーン (北米：Castlevania: Circle of the Moon、欧州：Castlevania)
  - 2001年3月21日 ゲームボーイアドバンス (開発：コナミコンピュータエンタテイメント神戸)
  - 2014年8月27日配信 Wii U バーチャルコンソール
- 悪魔城年代記 悪魔城ドラキュラ (欧米：Castlevania Chronicles)
  - 2001年5月24日 PlayStation (開発：コナミコンピュータエンタテインメント東京)
  - 2014年2月12日配信 ゲームアーカイブス
  - X68000版の移植で、オリジナルモードとアレンジモードがある。
- キャッスルヴァニア 白夜の協奏曲 (欧米：Castlevania: Harmony of Dissonance)
  - 2002年6月6日 ゲームボーイアドバンス (開発：コナミコンピュータエンタテインメント東京)
  - 2015年1月21日配信 Wii U バーチャルコンソール
- キャッスルヴァニア 暁月の円舞曲 (欧米：Castlevania: Aria of Sorrow)
  - 2003年5月8日 ゲームボーイアドバンス (開発：コナミコンピュータエンタテイメント東京)
  - 2015年8月26日配信Wii Uバーチャルコンソール
- キャッスルヴァニア (北米：Castlevania: Lament of Innocence)
  - 2003年11月27日 PlayStation 2 (開発：コナミコンピュータエンタテイメント東京)
  - 2012年8月22日配信 ゲームアーカイブス
- 悪魔城ドラキュラ完全版
  - 2004年2月18日配信 携帯電話 iアプリ、Vアプリ、EZアプリ (開発：コナミオンライン)
  - ファミコン版のリメイク。
- 悪魔城ドラキュラ 蒼月の十字架 (欧米：Castlevania: Dawn of Sorrow)
  - 2005年8月25日 ニンテンドーDS
- 悪魔城ドラキュラ 闇の呪印 (欧米：Castlevania: Curse of Darkness)
  - 2005年11月24日 PlayStation 2、Xbox(日本未発売)
- 悪魔城ドラキュラ ギャラリー オブ ラビリンス (欧米：Castlevania: Portrait of Ruin)
  - 2006年11月16日 ニンテンドーDS
- Castlevania: Order of Shadows（英語版）
  - 2007年9月18日配信 携帯電話アプリ (開発：Konami Mobile)
  - アメリカで開発され、北米で配信された。シリーズ初のモバイル（ケータイ、のちのスマホ）での単独新作。Desmond Belmontを主人公としたステージクリア型アクション。新曲18曲。
- 悪魔城ドラキュラ Xクロニクル (欧米：Castlevania: The Dracula X Chronicles)
  - 2007年11月8日 PlayStation Portable
  - 『血の輪廻』のリメイク。オリジナルの血の輪廻とPS版『月下の夜想曲』も収録されている。月下の夜想曲には、ネームエントリーで「MARIA」と入力するとマリアでプレイできるモードが追加されている。
- 悪魔城ドラキュラ 奪われた刻印 (欧米：Castlevania: Order of Ecclesia)
  - 2008年10月23日 ニンテンドーDS
- 悪魔城ドラキュラ ジャッジメント (欧米：Castlevania Judgment)
  - 2009年1月15日 Wii
- 悪魔城ドラキュラ THE ARCADE (欧州：Castlevania: The Arcade)
  - 2009年2月稼動 アーケード[5]
- ドラキュラ伝説 ReBirth (欧米：Castlevania: The Adventure ReBirth)
  - 2009年10月27日配信 Wiiウェア (開発：M2)
- Castlevania Puzzle: Encore of the Night（英語版）
  - 2010年7月配信 iPhone、iPod touch iOS
  - アメリカのコナミで開発、配信された（日本未配信）。『月下の夜想曲』のグラフィックをベースとした『対戦ぱずるだま』だが、育成などのRPG要素もあるパズルRPG。
- 悪魔城ドラキュラ ハーモニー オブ ディスペアー (欧米：Castlevania: Harmony of Despair)
  - 2010年8月4日配信 Xbox LIVE アーケード
  - 2012年3月29日配信 PlayStation Network
- キャッスルヴァニア ロード オブ シャドウ (欧米：Castlevania: Lords of Shadow)
  - 2010年12月16日 PlayStation 3、Xbox 360 (開発：MercurySteam)
  - 欧州のコナミのもとでゲーム制作会社MercurySteamが開発し、小島プロダクションが監修を行った。シリーズの中では最古の時代に位置する1047年が舞台。
- キャッスルヴァニア ロード オブ シャドウ 宿命の魔鏡 (欧米：Castlevania: Lords of Shadow – Mirror of Fate)
  - 2013年3月20日 ニンテンドー3DS (開発：MercurySteam)
  - 2013年12月4日には、追加要素のある「HDエディション」が、PlayStation Network、Xbox LIVE アーケードで配信開始された。
- 悪魔城ドラキュラ ロード オブ シャドウ2 (欧米：Castlevania: Lords of Shadow 2)
  - 2014年9月4日 PlayStation 3、Xbox 360 (開発：MercurySteam)
- 悪魔城ドラキュラ Grimoire of Souls（英語版） (欧米：Castlevania: Grimoire of Souls)
  - 2019年9月（カナダで先行配信（2020年9月9日サービス終了）、日本版は2021年9月17日配信） スマートフォン（日本版はApple Arcade）
  - 歴代のキャラクター（の一部）を操作できる[6]。
- Castlevania Dominus Collection
  - 2024年8月28日 Nintendo Switch、PlayStation 5、Steam、Xbox Series X/S (開発：M2)
  - 『蒼月の十字架』『ギャラリー オブ ラビリンス』『奪われた刻印』の移植に加え、アーケード版『悪魔城ドラキュラ』とそれをアレンジした新規作品『悪魔城ドラキュラ Revisited』（コナミとM2の共同開発）が収録されている。

その他、開発中止作品として、1996年か1997年頃にメガドライブのスーパー32X用作品として発売予定だったリヒター・ベルモントやマリア・レナードとリヒター・ベルモントのライバルが登場する『Castlevania: The Bloodletting』があり、一部ゲームグラフィックが公開されていた。
また、2000年頃に北米で発売を予定し、ドリームキャストソフトとしてアメリカのコナミで制作されていた3Dアクションゲーム『Castlevania: Resurrection』もあり、一部ゲームグラフィックが公開されていた。舞台は1作目のシモン・ベルモントが使命を果たす直前である1666年、主人公はソニア・ベルモントと、1666年のドラキュラ城に現れた19世紀イギリスの吸血鬼殺しであるビクター・ベルモントで、シリーズ17作目となる予定だった。コナミの日本と米国の開発チームの不仲の問題や、ドリームキャストの不振・撤退などが原因で開発中止となった。
タイトル未定の開発初期段階で中止になった作品としては、2008年頃に発表されたPlayStation 3とXbox 360用作品（『ロード オブ シャドウ』ではない）がある。

## 作品内容の変遷

### 作風やシステム等の変遷
初期の「リアルなビジュアルと世界、硬派な映画風演出、中世ヨーロッパのゴシック・ホラー様式の雰囲気」といったホラー映画的作風は、シリーズが進むにつれ作品ごとに様々な変遷をしていった。
1993年の『血の輪廻』では、初めてアニメーションのカットシーンが挿入され、キャラクターデザインもこれまでと異なるアニメ風に変わった。ゲームシステムにはステージ内での探索要素（キャラ捜索・別ステージへの移動ルートなど）が加わった。その続編である1997年の『月下の夜想曲』では、キャラクターデザインにこれまでと異なる耽美的なイラストの小島文美が起用された。ゲームシステムはさらに変化し大きな転換点を迎える。レベルアップや装備品による強化などRPGの要素を強め、従来のステージクリア形式から『メトロイド
』シリーズに類似したマップ探索・アイテム収集型のシステムに転換がなされた結果、アクションゲームとしての難易度が下げられ、メトロイドヴァニアと呼称されて、探索型アクションRPGのジャンルとして好調に伝播した。
以降はストイックなステージクリア型アクションは減り、探索型アクションRPGと3Dアクションが主流になっていく。1999年の『黙示録』からは3Dフルポリゴンの作品が据え置きゲーム機用に作られるようになったが、2Dドット絵の探索型アクションRPGも主に携帯ゲーム機用で制作されていた。なお『月下の夜想曲』以後の探索型アクションの作品でも、ゲーム本編クリア後に別のプレイキャラクターで、マップ探索を除くRPG的要素を排除した従来のようなアクション特化のおまけモードが隠されている場合があり（ステージは本編と同じ）、初期の作品ほどではないものの、硬派なアクションもある。その初期から伝統のステージクリア型アクションも『ドラキュラ伝説 ReBirth』や『悪魔城ドラキュラ Revisited』といった新作が作られ続けており、3Dではガンシューティングの『悪魔城ドラキュラ THE ARCADE』も作られるなど、ゲームシステムは多方面に展開している。
シリアスでダークなゴシックホラーの作風を特徴とするシリーズであるが、時折お遊び・パロディ的な要素が挿入されていることもあり、『悪魔城ドラキュラ(X68000版)』ではクリア後の高次周回プレイ時に一部グラフィックがコミカルに変化したり、『月下の夜想曲』以降では基本的にゲームの本筋には関わらない形での登場だが、サブイベントから敵やアイテムの説明文など様々である。また、『キャッスルヴァニア(PS2版)』から『ロード オブ シャドウ』までの作品では、公式サイト等に開発スタッフ自身（主に「しずもん」というスタッフが描いている）が手がけたコミカルな4コマ漫画やイラストが掲載されていることもあった。
欧州のコナミとMercurySteamが開発を担当した『ロード オブ シャドウ』では、再びシリアスで陰鬱かつ重厚な雰囲気になったが、ゴシックホラーというよりダークファンタジーに近くなっている。この作品は、その年に北米で発売されたコナミのゲームで1番売れるなど世界的に販売が好調で、悪魔城ドラキュラシリーズで最も成功を収めた作品（2013年時点）と同作のプロデューサーであるコナミのDave Coxは語っている。

### 設定等の変遷
作品ごとに複数の開発チームが異なって制作してきており、ゲームシステム同様にキャラクター・ストーリー設定等もそれぞれの作品によって多様に変遷している。
もともと『ぼくドラキュラくん』でコミカルになったりと、作品間は緩やかなつながりのシリーズだったこともあって、作品が作られ増えていくにつれ、作品間では年代やストーリー設定を書き並べた場合は矛盾が生じる。初期の「ドラキュラは100年に1度復活する」といった設定なども必ずしも守られなくなり、設定が後から変えられたり、独自の設定を追加や新設して作られた作品もある。
また、ファミコンやスーパーファミコン版など初期の作品発売当初は、具体的な年数設定は無く「中世ヨーロッパ」などと設定されていた。しかし作品内の年や設定を後付けされたり変更された再構築年表もインターネット上で、作中世界の出来事と作品名をまとめて1990年代後半の公式サイト「悪魔城ドラキュラの世界」や2000年代の「悪魔城ドラキュラシリーズ総合サイト」に以前はあったが、その後のサイトでは無くなった。この後付けされていた作品年表上では、発売当時は通常に発表されていた一部の作品の出来事が掲載されてたり掲載されてなかったり（掲載されてない場合でもシリーズ作品紹介の方には全作掲載されていた）、逆に関連性のない作品だったはずのものが掲載されてたりしており、同時期に欧米版『ギャラリー オブ ラビリンス』の同梱特典に付いてたストーリー年表ではまた掲載されてたりと、その時々で二転三転していた。さらにその後、従来作の年代の枠に捕らわれない新たなストーリー設定が舞台の作品も作られていった。2018年リニューアル以降のコナミの悪魔城ドラキュラシリーズ公式サイトでは、「HISTORY」としてストーリー設定に関係なく発売された歴史順で作品が掲載されている。

## 関連商品
各作品のサウンドトラックや攻略本などは各作品記事を参照。
- 『Perfect Selection ドラキュラ NEW CLASSIC』コナミミュージックエンタテインメント、1992年4月22日
- 『DRACULA X REMIXIES』キングレコード、1997年10月3日
- 『悪魔城ドラキュラ MIDIコレクション』キングレコード、1997年10月22日
- 『ファミコン 20TH アニバーサリー オリジナル・サウンド・トラックス VOL.3』ハピネット、	2004年4月21日
  - ファミリーコンピュータ発売20周年を記念したアルバムの第3弾で『悪魔城ドラキュラ』の曲を収録。
- 『KONAMI ADDICTION FOR ELECTRO LOVERS』ユニバーサルミュージック、	2008年5月21日
  - 10曲目に安田寿之による『悪魔城ドラキュラ』のリミックス曲を収録。
- 『悪魔城ドラキュラ Best Music Collections BOX』ソニー・ミュージックディストリビューション、2010年3月24日
  - 第1作であるディスクシステム用ソフト『悪魔城ドラキュラ』（1986年）からアーケードゲーム『悪魔城ドラキュラ THE ARCADE』（2009年）までの悪魔城ドラキュラシリーズのゲームBGMの多くを収録したCD18枚組BOX[12]。内容はほとんどこれまでに発売されてきたサウンドトラックCDから音源をそのまま写した再収録であるうえに、作品ごとの収録曲数は元のサウンドトラックCDより多少削られて少なくなってしまっているが、このBOXで初CD化となる『悪魔城ドラキュラ』（MSX2版）、『悪魔城すぺしゃる ぼくドラキュラくん』（GB版）、『悪魔城ドラキュラ 漆黒たる前奏曲』、『悪魔城ドラキュラX 月下の夜想曲』（SS版などのレアトラック）、『悪魔城ドラキュラ THE ARCADE』、『悪魔城ドラキュラ THE MEDAL』のBGMが新規収録されている。音楽担当の山根ミチルのインタビューを収めたDVD付き。
- 『悪魔城ドラキュラ Tribute Vol.1』コナミデジタルエンタテインメント、2011年1月13日
  - 増子司やTECHNOuchi、花岡拓也、桜庭統、畑亜貴、佐野電磁、並木学、高田雅史、弘田佳孝、金田充弘、MANYO、佐藤天平などがアレンジを担当。
- 『悪魔城ドラキュラ Tribute Vol.2』コナミデジタルエンタテインメント、2011年1月13日
  - 岡素世や甲田雅人、菊田裕樹、桐岡麻季、清田愛未、谷岡久美、坂本英城、青木佳乃、浜渦正志、霜月はるか&myuなどがアレンジを担当。
- 『ファミレゲ』Banana Music Publishing、2012年7月18日
  - レゲエのリズムにアレンジしたアルバム。5曲目に『悪魔城ドラキュラ』を収録。
- 『ミュージック フロム 悪魔城ドラキュラ 黒』コナミデジタルエンタテインメント、2021年12月15日
  - 『黙示録外伝』の音源が初CD化。
- 『ミュージック フロム 悪魔城ドラキュラ 赤』コナミデジタルエンタテインメント、2021年12月15日
  - ゲーム内のアイテム「レコード」を使用した際の音源を初収録。
- 『ミュージック フロム コナミアンティークス ファミリーコンピュータ』コナミデジタルエンタテインメント、2023年11月15日
  - ファミリーコンピュータ向けに発売されたタイトルの音源を収録。

## 関連作品
| 作品名                                    | 著者名               | 発売時期      | 備考 |
| ----------------------------------------- | -------------------- | ------------- | --- |
| 悪魔城ドラキュラ 古城の死闘               | 竹田明               | 1987年3月20日 | ISBN 4-575-76024-2。双葉文庫のファミコン冒険ゲームブックシリーズ9。 |
| 悪魔城伝説 真正バンパイアハンター         | 井上尚美             | 1990年6月     | ISBN 4-575-76148-6。双葉文庫のファミコン冒険ゲームブック。『悪魔城伝説』の百年後の話で、ラルフの子孫シド・ベルモンド、サイファの子孫ズーク・ヴェルナンデス、グラントの子孫ロウ・ダナスティ、アルカードの子孫レイラの4人がドラキュラ討伐を目指す。 |
| 悪魔城ドラキュラ 悪魔の血 血の悪夢        | 手塚一郎             | 1994年2月22日 | ISBN 4-89366-158-2。雑誌「ログアウト」で1992年の創刊号から連載されていた小説を、ログアウト冒険文庫でアスペクトが出版。その後1995年に未完のまま連載中断し、ログアウトは休刊となった。文庫版は「1」とあるが、2巻以降は出ておらず、連載された大部分が文庫版未収録。なお、手塚はSFC版の攻略本「悪魔城ドラキュラのすべて」（1991年12月発行）も執筆しており、その中で吸血鬼関連のコラムや小説風の読み物なども書いている。 |
| Castlevania: The Belmont Legacy           | マーク・アンドレイコ | 2005年3月30日 | ISBN 1-933239-19-0。アメリカン・コミックス。『ドラキュラ伝説』を元にしたパラレル作品。クリストファー・ベルモンドが主人公。全5冊。 |
| 悪魔城ドラキュラ 闇の呪印                 | 佐々倉コウ           | 2005年        | 同名ゲームタイトルの漫画化。メディアファクトリーより発売。1巻：ISBN 9784840113434、2巻：ISBN 9784840113878 |
| 悪魔城ドラキュラ ラメント オブ イノセンス | 秋月弓 小路貴之      | 2008年配信    | PS2版『キャッスルヴァニア』の漫画化。「ラメント オブ イノセンス」は北米版のサブタイトル。デジタルコミックとしてコナミの携帯電話コンテンツサイト「周刊コナミ」で毎週金曜に配信されていた。オリジナルキャラクターや他の人物のエピソードも描写している。 |
| 悪魔城ドラキュラ 神淵の追想曲             | 成田良悟             | 2008年10月    | 電撃文庫MAGAZINE2008年11月号増刊に掲載された短編小説。『蒼月の十字架』の1年後を描いている。 |

| 作品名                           | 稼働時期       | 種類         | 備考 |
| -------------------------------- | -------------- | ------------ | --- |
| 悪魔城ドラキュラ THE MEDAL       | 2008年9月稼働  | メダルゲーム | コナミのアーケード用のビデオスロットメダルゲーム機であるFEATUREWORLDシリーズの第3弾としてリリースされた。3ラインBET × 5ドラム式。主に『悪魔城ドラキュラ Xクロニクル』のキャラクターグラフィックを流用している。のちに稼働して時期が重なっていた『悪魔城ドラキュラ THE ARCADE』との連動要素もある。 |
| 悪魔城ドラキュラ                 | 2009年1月稼働  | パチスロ     | タイトルは『パチスロ悪魔城ドラキュラ』と表記されることもある。コナミグループのパチンコ・パチスロ機器メーカーKPEが開発、販売したパチスロ機種。液晶演出で主人公として「ラルフ・C・ベルモンド」、ヒロインとしてオリジナルキャラ「アンジェラ」、敵として「ドラキュラ」「死神」「メデューサ」「サキュバス」「アイザック」が登場。キャラクタービジュアルは主にPS2版作品から流用されている。BGMは歴代作品の曲が使用されている他、「trezire de spirit」などオリジナル曲も多少ある。筐体は通常版の他にアンジェラパネルもある。携帯電話でのモバイルアプリ版も同時に配信開始された。後にはスマートフォンやiPad、iPod touchでのiOS・Android対応のアプリ版も配信された。なお「trezire de spirit」は、2010年の音楽ゲーム『pop'n music 18 せんごく列伝』（サウンドトラックには未収録）や、2011年のメダルゲーム『GRAND CROSS CHRONICLE』（ジャックポットを獲得した場合に稀にBIG BONUS時のムービーと共に流れる）でも使用された。 |
| 悪魔城ドラキュラII               | 2010年7月稼働  | パチスロ     | KPEが開発、販売したパチスロ機種で、パチスロ機『悪魔城ドラキュラ』の続編。オリジナル女性キャラクター「D.A.」が新たに登場。携帯電話でのモバイルアプリ版も同時に配信開始された。オリジナルBGMのひとつ「緋月の狂想曲」は、2011年の音楽ゲーム『pop'n music 19 TUNE STREET』にも収録された。 |
| 悪魔城ドラキュラIII              | 2012年2月稼働  | パチスロ     | KPEが開発、販売したパチスロ機種。パチスロ悪魔城ドラキュラシリーズの3作目で、ファミリーコンピュータ用ソフト『悪魔城伝説』をベースにしているが、グラント・ダナスティは登場しない。携帯電話でのモバイルアプリ版も配信された。オリジナルBGMのひとつ「De-a lungul vietii」は、2012年の音楽ゲーム『pop'n music Sunny Park』にも収録された。 |
| CRぱちんこ 悪魔城ドラキュラ      | 2015年10月稼働 | パチンコ     | コナミグループとなったパチンコ・パチスロ機器メーカー高砂電器産業（後のコナミアミューズメント）が開発、販売したパチンコ機種。『Xクロニクル』をベースとしており、液晶演出で主人公として「リヒター・ベルモンド」、オリジナル女性キャラクター「ヴィクトリア・フロレスク」なども登場する。 |
| 悪魔城ドラキュラ Lords of Shadow | 2017年7月稼働  | パチスロ     | KPEが開発、販売したパチスロ機種で、『ロード オブ シャドウ』を原作とする。パチスロ悪魔城ドラキュラシリーズの4作目。「Reborn(新生)」をキーワードとして開発され、「光(オモテ)と闇(ウラ)が織り成す究極のA+ART誕生」と銘打たれている。 「フェリシア」をはじめとする新キャラクター達や、パチスロ・パチンコ版シリーズ恒例の新曲など、オリジナル要素も多い。 |

| 作品名                                                                                | 発売（または公開）時期                                                                   | 媒体              | 備考 |
| ------------------------------------------------------------------------------------- | ---------------------------------------------------------------------------------------- | ----------------- | --- |
| セガ シモンズクエスト (欧米：Castlevania II: Simon's Quest)                           | 1989年                                                                                   | LCD(液晶)ゲーム機 | 『ドラキュラII』を元にしたLCD(液晶)ゲーム機。開発はコナミではなくアメリカのタイガーエレクトロニクス社、日本での輸入販売はセガ。日本ではセガ・ゲームビジョンシリーズの1つとして発売された。                                                                         |
| Castlevania: Symphony of the Night                                                    | 1998年                                                                                   | LCD(液晶)ゲーム機 | 『月下の夜想曲』を元にしたLCDゲーム機で、タイガー社が発売した。日本未発売。 |
| 悪魔城ドラキュラX 追憶の夜想曲                                                        | 2010年3月24日                                                                            | ラジオドラマ      | 2008年後半にインターネットラジオ「コナミステーション」の「悪魔城ドラキュラ ラジオクロニクル」内で『月下の夜想曲』の後日談として配信されていたラジオドラマをドラマCD化して、コナミスタイルのみで発売された。                                                        |
| 悪魔城ドラキュラ -キャッスルヴァニア- (欧米：CASTLEVANIA)                             | - 2017年7月7日(1期) - 2018年10月25日(2期) - 2020年3月5日(3期) - 2021年5月14日(4期、完結) | Webアニメ         | 製作・配信：Netflix。海外制作のオリジナルアニメ。悪魔城ドラキュラシリーズから着想を得た中世ヨーロッパが舞台のホラーアニメシリーズ。 |
| 悪魔城ドラキュラ -キャッスルヴァニア-: 月夜のノクターン (欧米：Castlevania: Nocturne) | - 2023年9月28日(1期) - 2025年1月16日(2期)                                                | Webアニメ         | 製作・配信：Netflix。『悪魔城ドラキュラ－キャッスルヴァニア－』の続編。フランス革命が舞台で、『キャッスルヴァニア 白夜の協奏曲』、『悪魔城ドラキュラX 血の輪廻』、『悪魔城ドラキュラX 月下の夜想曲』、『バンパイアキラー』を下地にしていると思われるホラーアニメ。 |
| 『悪魔城ドラキュラ』 ～月下の覚醒～                                                   | 2025年公開予定                                                                           | ミュージカル      | 宝塚歌劇団によるミュージカル作品で、永久輝せあと星空美咲が主演し、鈴木圭が脚本・演出を担当。花組公演。宝塚版のオリジナルストーリーを予定。 |

実現はしなかったが、2000年代中頃から2010年代前半にアメリカでの実写映画化やアニメ化の話なども出たことがあり、これがのちにNetflixオリジナルアニメ版の製作に繋がった。

### 関連商品
関連作品に関する商品を記す。
- 『パチスロ 悪魔城ドラキュラ ORIGINAL SOUNDTRACK』ソニー・ミュージックディストリビューション、2009年6月24日
- 『パチスロ 悪魔城ドラキュラII ORIGINAL SOUNDTRACK』コナミデジタルエンタテインメント、2010年7月21日
- 『パチスロ悪魔城ドラキュラIII ORIGINAL SOUNDTRACK』コナミデジタルエンタテインメント、2012年2月22日

## 客演・コラボレーション
- 月風魔伝 - シモンを元ネタにした骸骨姿の敵キャラ「死門」が登場する。
- コナミワイワイワールド - シモンがプレイヤーキャラとして登場。作品の世界を元にした悪魔城ステージや前述の死門も登場する。
  - ワイワイワールド2 SOS!!パセリ城 - シモンが登場。
  - コナミ ワイワイレーシング アドバンス -ドラキュラ伯爵がプレイヤーキャラとして登場。
- 牌の魔術師 - シモンが登場。
- がんばれゴエモン - 『がんばれゴエモン外伝2〜天下の財宝〜』では来日したシモンが一時的に仲間になる。『がんばれゴエモン2 奇天烈将軍マッギネス』にも町民の一人としてシモンが登場するほか、悪魔城をモチーフにした隠しステージとボスも登場する。
- 極上パロディウス 〜過去の栄光を求めて〜、 実況おしゃべりパロディウス - ドラキュラくん登場。
- 実況パワープロレスリング'96 マックスボルテージ - リヒターが登場。
- エボリューション スケートボーディング - シモン登場。
- New International ハイパースポーツDS - シモンがプレイヤーキャラとして登場。
- オトメディウス エクセレント! - プレイヤーキャラクターココロ・ベルモンドのキャラクターモチーフは悪魔城ドラキュラ。
- スーパーボンバーマン R - シモンベルモンドボンバー登場。
  - スーパーボンバーマン R オンライン - リヒターボンバー登場。
- ボンバーガール (ゲーム) - プレイヤーキャラクターセピア・ベルモンドのキャラクターモチーフは悪魔城ドラキュラ。
- ドリームミックスTV ワールドファイターズ - シモンが登場する。
- 大乱闘スマッシュブラザーズ SPECIAL - シモン、リヒター（シモンのダッシュファイター）がプレイヤーキャラクターとして登場する。また、悪魔城をモチーフしたステージ「ドラキュラ城」や、アシストフィギュアの1体としてアルカードが登場する。
- オバケイドロ! - アルカード（ニンゲン側）、レオン・ベルモンド（オバケ側）がプレイヤーキャラクターとして登場する。
- Brawlhalla
- Dead Cells - コラボレーションステージとなるDLC「Return to Castlevania」を配信。
- V Rising
- Dead by Daylight - トレバー・ベルモンド（生存者側）、ドラキュラ（キラー側）がプレイヤーキャラクターとして登場する。
- Vampire Survivors - コラボレーションとなるDLC「Ode to Castlevania」を配信。